# Gustavo Dulanto
Gustavo Alfonso Dulanto Sanguinetti, né le 5 septembre 1995 à Lima au Pérou, est un joueur de football péruvien évoluant au poste de défenseur central.
Il est le fils d'Alfonso Dulanto, international péruvien des années 1990, également défenseur.

## Biographie
Formé dans les équipes de jeunes du Sporting Cristal et de l'Universidad San Martín de Porres au Pérou, Gustavo Dulanto termine sa formation en Argentine, à Rosario Central, entre 2011 et 2014. 
Il fait ses débuts comme joueur professionnel au Pérou au sein de l'Universitario de Deportes en 2015. Il joue successivement pour l'UTC Cajamarca et le Cusco FC, dernier club où il joue les Copa Libertadores de 2018 et 2019 (six matchs en tout).
En 2019, il signe pour le Boavista, au Portugal. Deux ans plus tard, il s'engage avec le Sheriff Tiraspol, en Moldavie, où il remporte deux championnats d'affilée (2021 et 2022) et dispute l'édition 2021-2022 de la Ligue des champions de l'UEFA (15 matchs et un but marqué, tours préliminaires compris).

## Palmarès
Sheriff Tiraspol
| - Championnat de Moldavie (2) : - Champion : 2021 et 2022. |  | - Coupe de Moldavie : - Finaliste : 2021. |  | - Supercoupe de Moldavie : - Finaliste : 2021. |